# Walter Yoder
Walter „Walt“ E. Yoder (* 21. April 1914 in Hutchinson (Kansas); † 2. oder 3. Dezember 1978 in Los Angeles) war ein US-amerikanischer Jazzmusiker (Kontrabass) der Swingära,  der vor allem durch seine Verbindung mit Woody Herman bekannt wurde.

## Leben und Wirken
Yoder lernte zunächst ab dem Alter von zehn Jahren Piano, bevor er zum Bass wechselte. Zu Beginn seiner Karriere spielte er bei Joe Haymes, Tommy und Jimmy Dorsey, ab 1934 bei Isham Jones in New York. Als 1936 Woody Herman eine eigene Formation gründete, wurde Yoder Bassist in dessen Orchester, dem er bis 1942 angehörte. 1947/48 arbeitete er erneut in Hermans Band, in der er auch als Road Manager fungierte. In den folgenden Jahren arbeitete er in Los Angeles bei Ben Pollack (1949) und Johnny Mercer; 1950 war er als Bassist in dem Krimi The Secret Fury von Mel Ferrer zu sehen. In den frühen 1960er-Jahren war er mit Beverly Jenkins und Red Nichols (Blues & Old Time Rags, 1963) im Studio. Im Bereich des Jazz war er zwischen 1931 und 1963 an 124 Aufnahmesessions beteiligt, u. a. auch mit Dick Robertson sowie in der Herman-Band mit Connie Boswell und Bing Crosby.